# Crosby, Merseyside
Crosby är en stad i grevskapet Merseyside i England. Staden ligger i distriktet Sefton vid den engelska västkusten, cirka 9 kilometer nordväst om Liverpool. Tätortsdelen (built-up area sub division) Crosby hade 50 044 invånare vid folkräkningen år 2011.